# Florian Pittiș
Florian Pittiș (4 de octubre de 1943 - 5 de agosto de 2007) fue un actor, director de teatro, cantante de folk rock, y director de radio de Rumania. 
Estudió en el liceu (en español "instituto") "Gheorghe Lazăr" de Bucarest, y en 1968 terminó la carrera del Instituto Nacional de Teatro ("institut" en rumano tiene otro sentido que en español). Como joven actor trabajó en uno de los mejores teatros de Bucarest, el Teatro Bulandra, donde pudo colaborar con directores importantes como Andrei Șerban, Liviu Ciulei o Alexandru Tocilescu.
En 1992, fue uno de los miembros fundadores de la banda Pasărea Colibri.